# Regulariteit (vrijmetselarij)
Regulariteit betreft de vraag welke kenmerken essentieel en noodzakelijk zijn om te kunnen spreken over vrijmetselarij of niet.

## Achtergrond
De vrijmetselarij is officieel ontstaan in Londen, Engeland, in 1717, toen de eerste vier Londense vrijmetselaarsloges besloten één obediëntie te vormen, de Grand Lodge of London. De oudste loges vormden alzo de oudste obediëntie.
Vanuit Londen heeft de vrijmetselarij zich dan verspreid, met veel succes overigens binnen en buiten het Britse rijk, in casu Engeland, Wales, Schotland en Ierland, en de vele kolonies, in het bijzonder de Verenigde Staten. Verder heeft de vrijmetselarij zich op het Europese continent verbreid, in de eerste plaats Frankrijk, en systematisch de rest van de wereld.
Vandaag de dag bestaat de vrijmetselarij wereldwijd uit twee grote richtingen die strijden over wat de definitie is van vrijmetselarij. Dit zijn enerzijds Brits-Amerikaanse of Angelsaksische vrijmetselarij en anderzijds de Frans-continentale, Latijnse, adogmatische of liberale vrijmetselarij. De eerste groep verwijt de tweede groep irregulier te zijn. De tweede groep ontkent dit. Buiten enkele exotische opvattingen die onderdeel vormen van de para-vrijmetselarij behoort de overgrote meerderheid van de vrijmetselarij tot een van beide richtingen.
Cultuurhistorisch is het interessant vast te stellen dat de reguliere vrijmetselarij gegroeid is vanuit, en toonaangevend is in landen waar het protestantisme sedert de reformatie van 1517 het maatschappelijk cultuurpatroon heeft doordesemd en geen grote contestatie sedertdien heeft gekend. De irreguliere vrijmetselarij is gegroeid vanuit en toonaangevend in landen waar het katholicisme, tot vrij recentelijk het maatschappelijk cultuurpatroon heeft beïnvloed, of een verandering daarvan tot recentelijk heeft gecontesteerd.
Landen met een protestants cultuurpatroon zijn reeds eeuwen geleden begonnen met het omvormen van de samenleving die in veel mindere mate dogmatisch is. Een godsdienstig, filosofisch en politiek relativisme had wortel gevat. Landen met een katholiek cultuurpatroon zijn slechts zeer recentelijk begonnen met het omvormen van de samenleving in een veel minder dogmatische samenleving. In dergelijke protestantse gebieden werd vlug een rustpunt gevonden in het religieuze indifferentisme, waarbij een vorm van afgezwakt katholicisme, een soort van theïsme of deïsme als evenwichtspunt tussen verschillende religieuze opvattingen werd gevonden. In dergelijke landen is het godsbegrip en waarheidsconcept op zodanige wijze verdund, dat hier weinig of geen aanstoot aan wordt genomen vanuit de wereld van verlichting.
In voormalig katholieke gebieden werd slechts zeer laat, of nog nauwelijks, een rustpunt gevonden, of een evenwicht tussen verschillende maatschappelijke opvattingen. Religieus indifferentisme is daar geen optie voor de wereld van de verlichting, die bijna automatisch een radicale areligieuze tegenhouding zal aannemen. Vandaar het concept van adogmatische vrijmetselarij.
Vandaar ook dat reguliere vrijmetselaars weinig of geen probleem hebben met de aanwezigheid van een godsconcept of de bijbel bij hun werkzaamheden. Voor hen gaat van deze begrippen reeds lang geen dogmatische waarheidsaanspraak meer uit. En vandaar dat irreguliere vrijmetselaars nog steeds grote problemen hebben met een godsconcept of de aanwezigheid van de bijbel, omdat voor hen deze begrippen nog steeds gelijkstaan aan een dogmatische waarheidsaanspraak.
Sedert het ontstaan van de vrijmetselarij in 1717 en de hedendaagse praktijken hebben er zich bijna driehonderd jaar geschiedenis afgespeeld. Vandaag zijn de verschillen in vorm en inhoud tussen de Angelsaksische vrijmetselarij en de Latijnse vrijmetselarij tegelijkertijd groot en klein.
Alhoewel er natuurlijk vele overlappingen zijn is het ten zeerste de vraag of de hardliners van beide tradities zich wel zouden herkennen, indien de mogelijkheid bestond om elkaar wederzijds te bezoeken. Is de grootste gemene deler nog groot genoeg om te kunnen spreken van een wereldwijde broederschap die dezelfde beginselen nastreven, of is men hopeloos gestrand in het kleinste gemeen veelvoud van het eigen grote gelijk.
In essentie gaat de vraag over in hoeverre een historisch gegroeid systeem of organisatievorm kan evolueren, zonder zijn wezenskenmerken te verliezen om tot datzelfde systeem of organisatievorm te kunnen blijven behoren. De vergelijking met de biologie dringt zich op. De reguliere vrijmetselarij beschouwt zichzelf als behorend tot het genus, bijvoorbeeld Homo, en de soort daarbinnen, bijvoorbeeld Homo sapiens. Ze beschouwt de irreguliere vrijmetselarij weliswaar als behorende tot hetzelfde genus, bijvoorbeeld Homo, maar niet tot dezelfde soort binnen dit genus, bijvoorbeeld Homo heidelbergensis of Homo neanderthalensis. Volgens de irreguliere vrijmetselarij behoren beiden tot hetzelfde genus en dezelfde soort, bijvoorbeeld Homo sapiens. De discussie focust zich op het belang van de verschillen tussen beiden.

## Vrijmetselarij de iure - Regulariteit
Op basis van deze historische feitelijkheden noemt de hedendaagse rechtsopvolger van de eerste Grand Lodge of London, de United Grand Lodge of England (and Wales) (U.G.L.E.) zich de Motherlodge (moederloge) van alle andere vrijmetserlaasobediënties ter wereld. In zijn kielzog wordt de U.G.L.E. hierin gevolgd door de Grand Lodge of Ireland (G.L.I.) (1725) en de Grand Lodge of Scotland (G.L.S.) (1736). Samen heeft de Britse vrijmetselarij een enorm gezag in de wereld van de vrijmetselarij.
Voor de ene helft van de internationale vrijmetselarij is dit een vanzelfsprekendheid, voor de andere helft getuigt dit van onterechte grootheidswaanzin. Feitelijk gaat er nog steeds een bijzonder groot gezag uit van de moederloge.
Nu was, kort door de bocht gesteld, tot en met de Tweede Wereldoorlog een loge regulier als ze rechtstreeks wordt erkend door de U.G.L.E., of onrechtstreeks wordt erkend door een obediëntie die erkend is door de U.G.L.E. Na de Tweede Wereldoorlog moet het voorgaande ietwat genuanceerd worden, omdat er vanaf dat moment van de mainstream van de Amerikaanse Grootloges ook een groot gezag uitging. In de Verenigde Staten van Amerika kent elke staat een zelfstandige Grootloge.
De Britse vrijmetselarij onder leiding van de U.G.L.E. stelt acht voorwaarden voorop opdat een obediëntie van vrijmetselaarsloges als regulier wordt erkend. Deze basic principles of grand lodge recognition werden in 1929 vastgelegd. Het zijn:
- de rechtmatige oorsprong,
- het in het teken stellen van de activiteiten van een of ander opperwezen, die Opperbouwmeester van het Heelal (Great Architect of the Universe) wordt genoemd,
- de eedaflegging op het Boek der Heilige Wet (Volume of Sacred Law), het boek dat de woorden van het opperwezen bevat.
- exclusief lidmaatschap voor mannen,
- soeverein zijn binnen het eigen rechtsgebied, wat concreet betekent dat elke loge van één bepaalde obediëntie slechts tot die obediëntie mag behoren, en niet tot een andere en dus de soevereiniteit van een obediëntie over een loge niet gedeeld wordt met een andere obediëntie,
- het tonen van de Drie Grote Lichten, in casu bovenvermeld boek, passer en winkelhaak, bij alle werkzaamheden,
- een verbod op politieke en religieuze discussies tussen de leden tijdens de activiteiten,
- de naleving van de Landmerken (Landmarks) en de Oude Gebruiken (The Old Charges).

De Amerikaanse vrijmetselarij stelt slechts vijf voorwaarden voorop, opdat een obediëntie van vrijmetselaarsloges als regulier wordt erkend. Het zijn:
- de rechtmatige oorsprong,
- de eedaflegging op het Boek der Heilige Wet (Volume of Sacred Law), het boek dat de woorden van het opperwezen bevat volgens de nationale godsdienst van een land,
- soeverein zijn binnen het eigen rechtsgebied, wat concreet betekent dat elke loge van één bepaalde obediëntie slechts tot die obediëntie mag behoren, en niet tot een andere en dus de soevereiniteit van een obediëntie over een loge niet gedeeld wordt met een andere obediëntie,
- een verbod op politieke en religieuze discussies tussen de leden tijdens de activiteiten,
- de naleving van de Landmerken (Landmarks) en de Oude Gebruiken (The Old Charges) waarbij het beginsel van monotheïsme als afbakeningsgrens geldt.

Al deze voorwaarden moeten inhoudelijk verder worden toegelicht en gepreciseerd om er een juist begrip van te kunnen hebben.
Een obediëntie is volgens de Angelsaksische vrijmetselarij irregulier indien ze niet voldoet aan bovenstaande beginselen voldoet, en niet door de Britse vrijmetselaarskoepels of de Amerikaanse vrijmetselaarskoepels als regulier wordt erkend.
Grosso modo zijn drie vierden tot vier vijfden van de internationale vrijmetselarij als regulier te bestempelen. Zij zijn toonaangevend in de Britse eilanden, de Germaanse en Scandinavische landen van het Europese continent, Noord-Amerika, Australië, Nieuw-Zeeland, en de voormalige, voornamelijk Britse, koloniën van deze gebieden in Afrika, Amerika, Azië en Oceanië.

### Excursus

#### De Landmerken
De Landmerken (Landmarks) zijn belangrijker dan de Oude Plichten (Old Charges). De Oude Plichten zijn belangrijker dan de Aloude Plichten en Regels (Antient Charges and Regulations). De gemoederen worden heftig bewogen binnen de vrijmetselarij hieromtrent. Het is een aangelegenheid voor specialisten binnen de vrijmetselarij.
Het begrip landmerk is van bijbelse oorsprong.
In het boek Spreuken 22, 28 staat: Verleg de aloude grenssteen niet, die je vaderen hebben neergezet. In het boek Deuteronomium 27, 17 staat: Vervloekt wie bij zijn buurman een grenssteen verlegt. En heel het volk zegt: ‘Amen’. In het boek Job 24,2 staat: De boosdoeners verleggen slechts grensstenen, sleuren ongestoord kudde en herder weg.
Hier bepaalt de grenssteen de grenzen van een territorium, en bepaalt dus ook automatisch wat niet tot het territorium behoort. Vaste grenzen vermijden zich herhalende disputen en eventuele conflicten met ongewenste gevolgen. Het is de erfenis van onze voorvaderen. Deze grenzen werden, bewust én onbewust, vastgesteld door de eerste vrijmetselaars. Dit principe bakent dan ook de grenzen af van de vrijmetselarij, zoals deze oorspronkelijk was geconcipieerd. Zoals zovele instituties in de samenleving, verandert de toepassing en interpretatie hiervan doorheen de tijd, omdat de oorspronkelijke vrijmetselaars sterven, en opgevolgd worden door generaties van nieuwe vrijmetselaars. Deze leven in een andere tijd, en zullen onderhevig zijn aan veranderde opvattingen. De kernvraag is in hoeverre dergelijke evoluties en nieuwe inzichten van nieuwe generaties kunnen blijven kaderen in het historische vastgelegde kader, zonder dat dit kader wordt verlaten. Hieromtrent bestaat discussie en onenigheid.
Het begrip landmerken kwam reeds voor in de General Regulations, een onderdeel van de the Constitutions of the Free-Masons van James Anderson van 1723: Every Annual Grand Lodge has an inherent power and Authority to make new Regulations or to alter these, for the real benefits of this Ancient Fraternity; provided always that the old Land-Marks be carefully preserved.
De definitie werd toen echter niet gegeven. Velen voelden zich geroepen deze definitie aan te rijken.
Hiertoe werd in 1853 een poging ondernomen door Dr. Albert Mackey in zijn boek Jurisprudence of Freemasonry. Hij stelt drie karakteristieken voorop, opdat een beginsel als landmerk zou kunnen worden erkend, namelijk:
- notional immemorial antiquity de oorsprong is niet vast te stellen omdat die in een zo ver vergeten verleden ligt,
- universaliteit, altijd en overal werd het toegepast, zonder uitzondering in tijd en ruimte
- absolute irrevocabiliteit (onintrekbaarheid), bij verwijdering zou de vrijmetselarij niet meer de vrijmetselarij zijn want een wezenskenmerk zou ontbreken

Op basis hiervan kon hij 25 landmerken vaststellen. Maar andere auteurs komen tot een ander getal. Een historische discussie onder specialisten woedt sedertdien tot vandaag.
Albert Pike schreef daarom in 1924: There is no common agreement in regard to what are and what are not 'Landmarks.' That has never been definitely settled.
In 1950 kwam de Commission on Information for Recognition of the Conference of Grand Masters of Masons in North America tot slechts drie landmerken, namelijk:
- monotheïsme, of het onveranderbare en blijvende geloof in één God,
- de aanwezigheid van een kopie van De Heilige Wet in de logetempel tijdens de werkzaamheden,
- het verbod op discussie van politieke of religieuze onderwerpen.

#### De Oude Plichten
De Oude Plichten is een verzamelnaam gegeven aan een aantal middeleeuwse manuscripten, en bevatten historische reglementen van de operatieve bouwvakkersgilden. Er zijn zo een 131 manuscripten gevonden, waarvan het oudste, het Regiusmanuscript, dateert van 1390. Ze bevatten reglementen en voorschriften die moesten worden nageleefd. Deze zijn naar de vorm door de vrijmetselarij gedeeltelijk overgenomen.

#### Antient Charges and Regulations
Dit zijn een lijst van voorschriften opgenomen in The Book of Constitutions of the United Grand Logde of England.
Voorbeelden zijn: het bestaan van slechts drie graden van leerling, gezel en meester.

## Vrijmetselarij de facto – Irregulariteit
De irreguliere obediënties erkennen de legitimiteit van het begrip regulariteit niet, en stellen dat bovenvermelde beperkende voorwaarden niet de essentie van de vrijmetselarij bevatten, en voorkomen uit een historische mystificatie van de vrijmetselarij door de Angelsaksische vrijmetselarij, die haar invloedrijke rol als bron en oorsprong van de vrijmetselarij niet wil verliezen. Zelf verkiezen ze zichzelf als adogmatische, liberale, Romaanse of Latijnse vrijmetselarij te benoemen.
Zo weigert het adogmatische smaldeel van de Latijnse vrijmetselarij officieel volgende kenmerken in zijn werking te integreren:
- het in het teken stellen van de activiteiten van een of ander opperwezen, die Opperbouwmeester van het Heelal (Great Architect of the Universe) wordt genoemd, met het monotheïsme als afbakeningsgrens,
- het gebruik van het Boek der Heilige Wet,
- het verbod op politieke en religieuze discussies tussen de leden tijdens de activiteiten.

Het liberale of symbolische smaldeel van de Latijnse vrijmetselarij weigert officieel niet deze kenmerken in zijn werking te integreren. Vormelijk worden deze elementen overgenomen en gedeeld. Maar inhoudelijk worden deze ontdaan van hun traditionele interpretaties. Zodoende sluiten zij vormelijk dicht aan bij de Britse en Amerikaanse opvatting over regulariteit, maar inhoudelijk dicht aan bij de adogmatische opvattingen van de irreguliere vrijmetselarij.
Grosso modo is een vierde tot een vijfde van de internationale vrijmetselarij als irregulier te bestempelen. Zij zijn toonaangevend in de Romaanse landen van het Europese continent, Zuid-Amerika en de voormalige Franse koloniën in Afrika, Amerika, Azië en Oceanië.
Slechts in enkele gebieden is de richtingenstrijd nog niet beslecht, en wordt in volle hevigheid gevoerd. Dit zijn voornamelijk de Germaanse landen en hun culturele invloedsgebieden in Oost-Europa, en de Slavische landen die op de grens liggen tussen beide cultuurtradities, inclusief Rusland.
Nog steeds zijn er gebieden waar de vrijmetselarij geen voet aan wal krijgt. Dit is voornamelijk zo in gebieden die leven onder een of andere vorm van totalitair bestuur, in casu religieus totalitarisme in islamitische gebieden, en maoïstisch totalitarisme in China en zijn kolonies. Hierop bestaan uitzonderingen, zoals Cuba.